# Deák Ferenc tér (metropolitana di Budapest)
Deák Ferenc tér è una stazione delle linee M1, M2 ed M3 della metropolitana di Budapest.

## Storia
La sua inaugurazione risale al 1896, anno in cui aprì la prima linea della locale rete metropolitana.
La stazione fu ampliata con l'avvento di altre due linee, che divennero operative rispettivamente nel 1970 e nel 1976, rendendo Deák Ferenc tér uno degli snodi più importanti per il trasporto pubblico cittadino: si tratta infatti dell'unico interscambio fra tre delle quattro linee metropolitane (M1, M2 e M3) attualmente operative a Budapest.

## Strutture e impianti
La stazione di Deák Ferenc tér sorge in gran parte all'interno del V distretto, sotto all'omonima piazza che dà anche il nome alla stazione stessa.
Ciascuna linea è servita da una propria piattaforma distinta. La struttura della piattaforma che si affaccia sulla M1 vede la presenza di due banchine laterali, mentre le fermate delle linee M2 e M3 sono costituite da un'isola centrale con binari ai lati.
Nella stazione si trova inoltre il Museo della metropolitana di Budapest, con mezzi storici, fotografie e piantine.

## Interscambi
Nelle vicinanze della stazione effettuano fermata alcune linee urbane, tranviarie ed automobilistiche, gestite da BKV.
- Fermata tram
- Fermata autobus